# Liste der Eisenbahnstrecken im Saarland
Die Tabelle enthält alle bis 1968 auf dem Gebiet des heutigen Saarlandes errichteten, normalspurigen Strecken nach EBO (Eisenbahn-Bau- und Betriebsordnung), geordnet nach Erbauungsdatum. Streckenabschnitte (außerhalb des Saarlands sind eingeklammert), aber vollständig aufgeführt. Heute nicht mehr betriebene Strecken (zum Teil nicht mehr existent und/oder entwidmet) sind grau hinterlegt. Fehlt die Streckennummer, so unterliegt bzw. unterlag die Strecke nicht der EBO, wie dies beispielsweise bei Privatbahnen zutrifft, oder die Strecke war bereits vor Inkrafttreten der EBO (Mai 1905) entwidmet.
| Name | Strecke                                                   | DB-Nr.      | km     | Eröffnung  | Stilllegung*                  | Bemerkung                                                                 |
| --- | --------------------------------------------------------- | ----------- | ------ | ---------- | ----------------------------- | ------------------------------------------------------------------------- |
| Bahnstrecke Mannheim–Saarbrücken | (Ludwigshafen –) Kaiserslautern – Homburg (Saar)          | 3280        | 35,39  | 01.07.1848 | =                             |                                                                           |
| Bahnstrecke Mannheim–Saarbrücken | Homburg (Saar) – Bexbach, ehemalige preußische Grenze     | 3282        | 8,76   | 26.08.1849 | =                             |                                                                           |
| Bahnstrecke Homburg–Neunkirchen | Bexbach, ehemalige preußische Grenze – Neunkirchen (Saar) | 3282        | 7,57   | 15.10.1850 | =                             |                                                                           |
| (Grubenanschluss) | Reden – Neunkirchen                                       | ?           | < 2,0  | 14.06.1851 | ?                             |                                                                           |
| Nahetalbahn | Neunkirchen – Sulzbach – Saarbrücken (– Forbach)          | 3231        | 26,77  | 15.11.1852 | =                             | heute Teil der Nahetalbahn                                                |
| Bahnstrecke Saarbrücken–Von der Heydt | Saarbrücken – Von der Heydt                               | 3221        | 5,45   | 15.11.1852 | x                             |                                                                           |
| | Heinitz – Dechen                                          | 3270        | 4,09   | 29.12.1856 | ?                             | Personenverkehr erst ab 1873, abgebaut                                    |
| Bahnstrecke Homburg–Zweibrücken | Homburg (Saar) – Zweibrücken                              | 3283        | 11,2   | 07.05.1857 | x                             | eine Reaktivierung wird erwogen                                           |
| (Grubenanschluss) | Friedrichsthal – Grube Friedrichsthal                     | ?           | 1,03   | 01.07.1858 | ?                             | nur Güterverkehr                                                          |
| Saarstrecke | Saarbrücken – Merzig                                      | 3230        | 39,16  | 16.12.1858 | =                             |                                                                           |
| Nahetalbahn | Kreuznach – Neunkirchen                                   | 3511        | 104,49 | 26.05.1860 | =                             |                                                                           |
| Saarstrecke | Merzig – Trier                                            | 3230        | 48,28  | 26.05.1860 | =                             |                                                                           |
| (Grubenanschluss) | Reden – Grube Itzenplitz                                  | ?           | 1,87   | 07.08.1860 | ?                             |                                                                           |
| (Grubenanschluss) | Sulzbach – Sulzbach Grube                                 | ?           | 0,70   | 15.12.1860 | ?                             |                                                                           |
| (Grubenanschluss) | Ensdorf – Griesborn Grube                                 | 3299        | 3,17   | 03.04.1861 | ?                             |                                                                           |
| (Verbindungskurve) | Saarbrücken-Burbach – Forbacher Bahn                      | 3220        | 0,8    | 15.05.1861 | =                             |                                                                           |
| (Hafenanschluss) | Saarbrücken – Malstatt Hafen                              | 3239        | 2,87   | =          |                               |                                                                           |
| Würzbachbahn | Schwarzenacker – Bierbach – Hassel                        | 3450        | 19,8   | 26.11.1866 | =                             |                                                                           |
| Würzbachbahn (einschl. Hasseler Tunnel) | Hassel – St. Ingbert                                      | ohne        | 5,74   | 01.06.1867 | 01.09.1895                    | 1895 2 km ersetzt durch Strecke über Rohrbach (Saar)                      |
| Obere Saartalbahn | Saarbrücken – Brebach – Saargemünd (F)                    | 3251        | 16,93  | 01.06.1870 | =                             |                                                                           |
| (Grubenanschluss) | Neunkirchen – Grube König                                 | 3271        | 1,24   | 01.07.1872 | ?                             |                                                                           |
| Völklingen-Heidstock – Püttlingen Grube | Völklingen – Püttlingen Grube                             | 3292        | 5,95   | 01.07.1872 | 1.10.1911P 1965G              | 1970 abgebaut                                                             |
| (Werksanschluss) | Saarbrücken Malstatt – Saarbrücken-Burbach                | 3235        | 1,56   | 01.07.1872 | =                             | Südkurve                                                                  |
| Obere Moseltalbahn | (Thionville –) Perl – Trier                               | 3010        | 25,90  | 15.05.1878 | =                             |                                                                           |
| Bliestalbahn | Zweibrücken –(B) Bierbach (–(A) Reinheim) (– Saargemünd)  | 3285        | 25,90  | 01.04.1879 | 04.10.1952 (A) 01.04.1997 (B) |                                                                           |
| Fischbachtalbahn | Saarbrücken – Wemmetsweiler – Neunkirchen                 | 3240        | 26,42  | 15.10.1879 | =                             |                                                                           |
| (Verbindungskurve) | Saarbrücken-Schleifmühle – Saarbrücken-Malstatt           | 3241        | 2,64   | 15.10.1879 | =                             |                                                                           |
| Bahnstrecke Mannheim–Saarbrücken | Saarbrücken – St. Ingbert                                 | 3250        | 12,57  | 15.10.1879 | =                             |                                                                           |
| Bahnstrecke Völklingen–Thionville | Téterchen – Hostenbach – Bous (Saar)                      | 3290        | 21,7   | 01.04.1880 | =                             | Abschnitt Hostenbach – Bous seit 1945 zerstört                            |
| Bahnstrecke Völklingen–Thionville | Hostenbach – Völklingen                                   | 3290        | 3,0    | 15.10.1880 | x                             |                                                                           |
| (Grubenanschluss) | Brefeld – Maybach                                         | 3244        | 2,3    | 06.04.1881 | ?                             |                                                                           |
| (Grubenanschluss) | Merchweiler – Göttelborn                                  | 3243        | 2,3    | 01.10.1891 | =                             |                                                                           |
| Bahnstrecke Landau–Rohrbach / Bahnstrecke Mannheim–Saarbrücken                                                                                   | Hassel – Rohrbach (Saar) – St. Ingbert                    | 3450 / 3250 | 6,7    | 01.09.1895 | =                             | Ersatz für Hasseler Tunnel                                                |
| Hochwaldbahn | Hermeskeil – Nonnweiler – Türkismühle                     | 3131        | 22,37  | 15.05.1897 | 01.06.1969                    | Museumsfahrten                                                            |
| Primstalbahn | Wemmetsweiler – Lebach                                    | 3274        | 17,39  | 15.05.1897 | =                             |                                                                           |
| Primstalbahn | Lebach – Nonnweiler                                       | 3274        | 35,56  | 10.12.1897 | 30.05.1980P 30.05.1992G       | von Nonnweiler aus existieren noch wenige Kilometer Gleis                 |
| Primstalbahn | Wemmetsweiler – Lebach                                    | 3274        | 17,39  | 15.05.1897 | =                             |                                                                           |
| (Werksanschluss) | St. Ingbert – Drahtwerk Nord Areal                        | 3252        | ?      | ?          | =                             |                                                                           |
| Niedtalbahn | Dillingen – Niedaltdorf (– Bouzonville)                   | 3212        | 20,3   | 01.07.1901 | =                             |                                                                           |
| Primstalbahn | Dillingen – Primsweiler                                   | 3211        | 12,8   | 01.09.1901 | =                             |                                                                           |
| Merzig-Büschfelder Eisenbahn (MBE) | Merzig – Büschfeld                                        | ohne        | 22,5   | 06.07.1903 | =                             | Privatbahn, heute Museumsbahn bis km 16,6                                 |
| Glantalbahn | Bad Münster am Stein – Homburg                            | 3281        | 96,3?  | 01.05.1904 | x                             |                                                                           |
| Bahnstrecke Mannheim–Saarbrücken | Homburg – Rohrbach                                        | 3250        | 96,3?  | 01.01.1904 | =                             |                                                                           |
| (Verbindungskurve) | Scheidt (Saar) – Brebach                                  | 3252        | 1,0    | 29.07.1905 | ?                             |                                                                           |
| Rosseltalbahn | Saarbrücken – Fürstenhausen – Großrosseln                 | 3232        | 17,04  | 01.07.1907 | =                             |                                                                           |
| Rosseltalbahn | Fürstenhausen – Bous                                      | 3232        | 1,13   | 01.10.1908 | ?                             | Reaktivierung im Zuge der Saarbahn wird angestrebt (VEP Saarbrücken 2016) |
| Köllertalbahn | Völklingen – Püttlingen – Heusweiler – Lebach             | 3291        | 21,92  | 01.10.1911 | 27.09.1985                    | Seit 2014 durch die Saarbahn von Etzenhofen bis Lebach reaktiviert        |
| (Grubenanschluss) | Etzenhofen – Dilsburg                                     | 3291?       | 4,9    | 02.10.1911 | 1936                          |                                                                           |
| Bahnstrecke Heimbach (Nahe)–Baumholder | Heimbach – Baumholder                                     | 3200        | 8,93   | 15.07.1912 | 31.05.1981P                   | Seit dem 14. Dezember 2014 wieder für Personenverkehr genutzt             |
| Bahnstrecke St. Wendel–Tholey | St. Wendel – Oberthal                                     | 3203        | 8,84   | 03.08.1915 | 1984P 1.12.1996G              | heute Fuß- und Fahrradweg                                                 |
| Bahnstrecke St. Wendel–Tholey | Oberthal – Tholey                                         | 3203        | 4,17   | 01.10.1915 | 1984P 1.12.1996G              | heute Fuß- und Fahrradweg                                                 |
| Hornbachbahn | Hornbach – Brenschelbach                                  | 3311        | 3,7    | 01.10.1916 | 24.09.1967P 23.05.1971G       | heute teilweise Fuß- und Fahrradweg                                       |
| (Grubenanschluss) | Neunkirchen – Kohlwald                                    | 3311        | 0,775  | 09.05.1917 | =                             |                                                                           |
| Bahnstrecke Merzig–Bettelainville | Merzig – Mondorf – Bettelainville                         | 3213        | 40,5   | 1.11.1917  | 1948/1957                     |                                                                           |
| Westrichbahn | Türkismühle – Wolfersweiler                               | 3201        | 5,6    | 15.05.1934 | 1.01.1970P 10.06.2001G        |                                                                           |
| Westrichbahn | Wolfersweiler – Freisen                                   | 3201        | 5,8    | 6.10.1935  | 1.01.1970P 10.06.2001G        |                                                                           |
| Westrichbahn | Diedelkopf – Kusel                                        | 3201        | 2      | 15.05.1936 | 1.01.1970P 10.06.2001G        |                                                                           |
| Westrichbahn | Freisen – Schwarzerden – Diedelkopf                       | 3201        | 19,2   | 16.11.1936 | 1.01.1970P 10.06.2001G        |                                                                           |
| Ostertalbahn | Ottweiler – Niederkirchen                                 | 3204        | 10,59  | 26.09.1937 | =                             | heute Museumszugverkehr                                                   |
| Ostertalbahn | Niederkirchen – Schwarzerden                              | 3204        | 10,22  | 15.05.1938 | =                             | heute Museumszugverkehr                                                   |
| Rosseltalbahn | Großrosseln – Warndt (Grube)                              | 3236        | 6,4    | 17.07.1962 | x                             |                                                                           |
| Saarstrecke | Neutrassierung Dillingen Süd – Dillingen Ost              | 3230        | ?      | 29.09.1968 | =                             | nur Güterverkehr                                                          |
| * Legende: = in Betrieb, x Gleise vorhanden aber ungenutzt/unbenutzbar, ? Datum Abbau/Entwidmung nicht bekannt. P Personenverkehr G Güterverkehr |                                                           |             |        |            |                               |                                                                           |